# Smlouva o konvenčních ozbrojených silách v Evropě
Původní Smlouva o konvenčních ozbrojených silách v Evropě (CFE) byla vyjednána a uzavřena během posledních let studené války a stanovila komplexní limity pro klíčové kategorie konvenčních vojenských sil v Evropě (od Atlantiku po Ural) a nařídila zničení přebytečných zbraní. Smlouva navrhla stejné limity pro dvě „skupiny států-stran“, Severoatlantickou alianci (NATO) a Varšavskou smlouvu. V roce 2007 Rusko „pozastavilo“ svou účast na smlouvě a 10. března 2015 s odvoláním na, dle ruského tvrzení, faktické porušení smlouvy ze strany NATO formálně oznámilo, že od následujícího dne „zcela“ zastavuje svou účast v ní.

## Historie

### Pozadí
V roce 1972 dosáhli americký prezident Richard Nixon a sovětský generální tajemník Leonid Brežněv kompromisní dohody o uspořádání oddělených politických a vojenských jednání. Konference o bezpečnosti a spolupráci v Evropě (KBSE) by se zabývala politickými otázkami a vojenskými otázkami by se zabývala Jednání o vzájemném a vyváženém snižování sil (MBFR). Výsledkem KBSE v roce 1975 bylo, že 35 zemí podepsalo závěrečný dokument: Helsinský závěrečný akt. Jednání o MBFR byla zastavena SSSR v roce 1979 kvůli rozhodnutí NATO rozmístit v Evropě nové jaderné zbraně středního doletu. V roce 1986 navrhl sovětský generální tajemník Michail Gorbačov v rámci jednání MBFR omezit pozemní a vzdušné síly a zařadit konvenční a jaderné zbraně od Atlantiku po Ural. Tento návrh byl později téhož roku formalizován na zasedání Varšavské smlouvy. Severoatlantická rada ministrů zahraničí NATO vydala Bruselskou deklaraci o kontrole konvenčních zbraní, která vyzvala ke dvěma odlišným souborům jednání: jedno navazující na Výsledky opatření na budování důvěry a bezpečnosti (CSBM) Stockholmské konference a druhé za účelem vytvoření konvenční stability v Evropě prostřednictvím jednání o kontrole konvenčních zbraní od Atlantiku po Ural (ATTU). V roce 1987 vstoupil v platnost Stockholmský dokument, který poprvé stanovil vyjednané právo provádět inspekce vojenských sil v terénu na místě.
Neformální rozhovory mezi 16 státy NATO a 7 státy Varšavské smlouvy začaly ve Vídni 17. února 1987 o mandátu pro konvenční jednání v Evropě, který by stanovil pravidla pro vyjednávání smluv. Dne 27. června 1987 NATO představilo návrh mandátu během konference 23 zemí ve Vídni. Mandát požadoval odstranění rozdílů v síle, schopnost překvapivého útoku a rozsáhlých útočných operací a vytvoření účinného ověřovacího systému. Mezitím byla v prosinci podepsána smlouva INF mezi Spojenými státy a Sovětským svazem, která fakticky umožňovala vzájemné kontroly. Na moskevském summitu v květnu až červnu 1988 americký prezident Ronald Reagan a generální tajemník Gorbačov zdůraznili důležitost stability a bezpečnosti v Evropě, konkrétně vyzvali k výměně dat, ověřování těchto dat a poté k redukci. V prosinci Gorbačov oznámil na půdě Organizace spojených národů jednostranné stažení 50 000 vojáků z východní Evropy a demobilizaci 500 000 sovětských vojáků.

### Vyjednávání o Smlouvě o konvenčních ozbrojených silách v Evropě CFE
V lednu 1989 vytvořily NATO a členové Varšavské smlouvy Mandát pro jednání o konvenčních ozbrojených silách v Evropě. Mandát stanovil cíle pro smlouvu CFE a stanovil zásady vyjednávání a formální jednání začala 9. března 1989 ve Vídni. Když se v květnu setkali americký prezident George H. W. Bush a francouzský prezident François Mitterrand, Bush oznámil přijetí redukce bitevních letadel a vrtulníků. Navrhl také strop 275 000 zaměstnanců umístěných v Evropě v USA a Sovětském svazu. Bushův návrh byl formálně přijat během bruselského summitu NATO v roce 1989 a následně představen ve Vídni. V listopadu padla Berlínská zeď a v následujících měsících vypukly revoluce v Maďarsku, Československu, Rumunsku a Bulharsku. Bush a Gorbačov se dohodli na urychlení kontroly zbrojení a ekonomických jednání. Bush navrhl ještě prudší snížení a Sovětský svaz vyjednal a uzavřel dohody o stažení vojsk se státy Varšavské smlouvy.
V té době navíc probíhalo znovusjednocení Německa, které by vedlo ke Smlouvě o konečném vyrovnání s ohledem na Německo. Smlouva byla spojena se smlouvou CFE upřesněním, že určité vojenské limity připadající na Německo vstoupí v platnost po uzavření smlouvy CFE.
Text smlouvy schválilo 22 vyjednávajících států 15. listopadu 1990 ve Vídni.
Vídeňský dokument o opatřeních na budování důvěry a bezpečnosti, rovněž poprvé přijatý v roce 1990, a Smlouva o konvenčních ozbrojených silách v Evropě (CFE) byly Organizací pro bezpečnost a spolupráci v Evropě (OBSE) považovány za paralelní součásti mírového procesu.

## Stav

### Podpis

Všichni členové obou bloků (NATO v modrém, Varšavská smlouva v červeném) podepsali smlouvu CFE v roce 1990.

Smlouvu podepsalo v Paříži 19. listopadu 1990 22 zemí. Ty byly rozděleny do dvou skupin:
tehdejších 16 členů NATO: Spojené státy americké, Kanada, Dánsko, Francie, Německo, Řecko, Island, Itálie, Lucembursko, Nizozemsko, Norsko, Portugalsko, Španělsko, Turecko, Velká Británie a Belgie.
tehdejších šest států Varšavské smlouvy: Bulharsko, Československo, Maďarsko, Polsko, Rumunsko a Sovětský svaz

### Ratifikace
V roce 1991 došlo k rozpadu SSSR a Varšavské smlouvy a Československo bylo uprostřed rozdělování na Českou republiku a Slovensko, což vysvětluje, proč smlouvu ratifikovalo 30, nikoli 22 států:
- Tehdejších 16 členů NATO
- Osm bývalých republik SSSR, které mají území na západ od Uralu, a dalších šest bývalých členů Varšavské smlouvy. Z bývalých republik SSSR k signatářům patřily Arménie, Ázerbájdžán, Bělorusko, Gruzie, Kazachstán, Moldavsko, Rusko a Ukrajina. Šesti zmíněnými členy Varšavské smlouvy byli: Bulharsko, Česká republika a Slovensko, Maďarsko, Polsko, Rumunsko. Bývalí členové Varšavské smlouvy mimo SSSR (kromě Albánie) a tři pobaltské státy se staly členy NATO v roce 1999 nebo 2004. V roce 1994 vytvořilo několik bývalých republik SSSR Organizaci smlouvy o kolektivní bezpečnosti (OSKB). Od roku 2019 jsou členy OSKB tyto země: Arménie, Bělorusko, Kazachstán, Kyrgyzstán, Tádžikistán a Rusko.

Smlouva vstoupila v platnost 9. listopadu 1992.

### Změna smlouvy
Dne 31. května 1996 byla smlouva doplněna tzv. vedlejší dohodou, která uvolnila omezení pro Rusko a Ukrajinu v oblasti křídla definovaného v článku V, pododstavec 1(A) smlouvy.

### Pozastavení ze strany Ruska
Dne 14. července 2007 Vladimir Putin oznámil, že Rusko pozastaví plnění svých smluvních závazků s účinností po 150 dnech. Moskva se nadále účastnila společné poradní skupiny, protože doufala, že dialog by mohl vést k vytvoření účinného nového režimu kontroly konvenčních zbraní v Evropě.
V roce 2007 Rusko specifikovalo kroky, které může NATO podniknout k ukončení pozastavení smlouvy. "Mezi ně patří, že členové NATO, sníží své zbrojní výdaje a dále omezí dočasné rozmístění zbraní na území každého člena NATO. Rusko také chce odstranit omezení týkající se počtu sil, které může nasadit na svých jižních a severních křídlech. Také tlačí na členy NATO, aby ratifikovali aktualizovanou verzi dohody z roku 1999, známou jako Upravená smlouva o konvenčních ozbrojených silách v Evropě, a požadují, aby se k ní připojili čtyři členové aliance mimo původní smlouvu, Estonsko, Lotyšsko, Litva a Slovinsko.“
V březnu 2015 Ruská federace oznámila, že přijala rozhodnutí zcela zastavit svou účast na Smlouvě.

## Obsah

### Zbrojní stropy
Smlouva CFE stanovila pro každý blok (NATO a Organizaci Varšavské smlouvy), od Atlantiku po Ural, stejné stropy pro klíčovou výzbroj nezbytnou pro provádění překvapivých útoků a zahájení rozsáhlých útočných operací. Společně se účastníci smlouvy shodli, že žádná ze stran nemůže mít více než:
- 20 000 tanků;
- 20 000 děl;
- 30 000 bojových obrněných vozidel (ACV);
- 6 800 bojových letadel; a
- 2000 útočných vrtulníků.

K dalšímu omezení připravenosti ozbrojených sil smlouva stanovila stejné stropy pro vybavení, které by mohlo být nasazeno u aktivních jednotek. Ostatní pozemní technika musela být umístěna v určených stálých skladech. Limity pro vybavení, které mohla mít každá strana v aktivních jednotkách, byly:
- 16 500 tanků;
- 17 000 děl; a
- 27 300 bojových obrněných vozidel (ACV);

Smlouva dále omezila podíl zbraní, které mohla držet kterákoli země v Evropě, na zhruba jednu třetinu celkového počtu pro všechny země v Evropě – pravidlo „dostatku“.
Všechny námořní síly lokalizované na moři byly vyloučeny z odpovědnosti smlouvy CFE.

### Regionální uspořádání
Kromě limitů na počet výzbroje v každé kategorii na každé straně smlouva obsahovala regionální limity, které měly zabránit destabilizujícím koncentracím sil pozemní techniky.

### Zničení
Aby byly splněny požadované stropy vojsk, muselo být vybavení zničeno nebo, pokud to bylo možné, přeměněno na nevojenské účely.

### Ověření
Smlouva obsahovala bezprecedentní ustanovení pro podrobnou výměnu informací, inspekce na místě, inspekce na výzvu a monitorování ničení na místě. Smluvní strany získaly neomezené právo sledovat proces ničení. Satelitní sledování bylo použito k ověření umístění a postupu při ničení velkého vojenského vybavení, jako jsou vozidla a tanky.

### Společná poradní skupina
Konečně Smlouva zřídila ve Vídni orgán složený ze všech členů Smlouvy, který se jmenoval Společná poradní skupina (JCG) a který se zabýval otázkami souvisejícími s dodržováním ustanovení Smlouvy. Cílem skupiny bylo:
- Řešit nejasnosti a rozdíly ve výkladu
- Zvažovat opatření, která zvýší životaschopnost a účinnost Smlouvy
- Řešení technických otázek
- Sledování sporů, které mohou vyplynout z provádění Smlouvy

## Implementace
Poté, co smlouva vstoupila v platnost, začalo 4měsíční základní inspekční období. Dvacet pět procent ničení muselo být dokončeno do konce 1 roku, 60 % do konce 2 let a veškeré zničení požadované smlouvou bylo dokončeno do konce 3 let.
Hlavním úspěchem bylo rozsáhlé snížení nebo zničení konvenčního vojenského vybavení od Atlantského oceánu až po oblast Uralských hor (ATTU) během prvních 5 let platnosti smlouvy. Zkráceného období Smlouvy v roce 1995, kdy vstoupily v platnost limity vybavení, 30 smluvních států dokončilo a ověřilo inspekcí zničení nebo přestavbu více než 52 000 bojových tanků, bojových obrněných vozidel, dělostřeleckých děl, bojových letadel a útočných vrtulníků. Kromě toho provedli/přijali více než 4 000 přepadových kontrol na místě vojenských jednotek/zařízení a určených oblastí.
NATO většinou splnilo své závazky zničením svého nejstaršího vybavení. Také členové NATO s novějším vybavením, jako jsou Spojené státy, souhlasili s převodem části tohoto vybavení na spojence se starším vybavením.

### NATO
V roce 2007 představovaly plány Spojených států vytvořit základny v Rumunsku a Bulharsku podle Ruska porušení smlouvy. Představitelé NATO to zpochybnili a uvedli, že americké základny nebyly zamýšleny jako trvalé, a proto je nelze považovat za porušení. Poté však bylo oznámeno, že dohody podepsané s Rumunskem a Bulharskem v roce 2006 výslovně umožňovaly trvalé základny pod přímou kontrolou USA a list The Washington Times také získal potvrzení vysokého představitele Spojených států, že tato zařízení mají být trvalá.

### Bývalé sovětské republiky
Zpráva Clintonovy administrativy z června 1998 uvedla, že Rusko, Ukrajina, Bělorusko, Arménie a Ázerbájdžán nejsou v souladu se smlouvou CFE. Porušování se pohybovalo od držení zařízení omezené smlouvou (TLE), které překračovalo stropy CFE, až po odepření plného přístupu během inspekcí smluv. Zpráva dospěla k závěru, že problémy s dodržováním předpisů nebyly „vojensky významné“ a Rusko a Ukrajina, bývalé republiky SSSR s největším podílem ve východním bloku, zůstaly v mezích svých smluv.
Před summitem Organizace pro bezpečnost a spolupráci v Evropě (OBSE) v listopadu 1999 v Istanbulu zaznamenali členové NATO tři problémy s dodržováním smluv. Za prvé, pokračující existence ruských zařízení v oblasti „křídel“ (tj. ruském vojenském okruhu Severního Kavkazu) překračovala limity dohodnuté ve smlouvě. Za druhé, ruská vojenská přítomnost v Gruzii přesahovala úroveň povolenou gruzínskými orgány. Za třetí, ruská vojenská přítomnost v Moldavsku postrádala výslovný souhlas moldavských orgánů. Během summitu podepsalo 30 členů OBSE upravenou smlouvu CFE a Rusko přijalo závazek stáhnout se z Moldavské republiky, snížit úroveň svého vybavení v Gruzii a dohodnout se s gruzínskými úřady na modalitách a délce setrvání ruských sil rozmístěných na území Gruzie a snížit jejich síly v křídlech na úroveň dohodnutou v upravené smlouvě CFE. Tyto dohody se staly známými jako „Istanbulské závazky“ a byly obsaženy ve 14 přílohách závěrečného aktu CFE a v prohlášení z Istanbulského summitu z roku 1999. Členové NATO však odmítli smlouvu ratifikovat, dokud Rusko podle jejich názoru odmítalo úplně stáhnout své jednotky z moldavské a gruzínské půdy. Zatímco Rusko částečně stáhlo vojáky a techniku z Gruzie a Moldavska, neučinilo tak úplně, jak požadovalo NATO.

### Zakavkazsko
Podle zprávy z roku 2019 Ázerbájdžán nadále významně porušuje smlouvu. Ve svých údajích k 1. lednu 2018 Ázerbájdžán deklaroval celkové množství vybavení, které překročilo jeho celkové limity o více než 900 kusů vybavení limitovaného Smlouvou:
- více než 300 bitevních tanků překračuje ázerbájdžánský limit 220 bitevních tanků, čímž překračuje 136 % limitu,
- více než 160 bojových obrněných vozidel (ACV) překračujících ázerbájdžánský limit 220 ACV, což překračuje 72 % limitu,
- více než 670 děl překračujících ázerbájdžánský limit 285 děl překračujících 235 % limitu
- více než 5 bitevních vrtulníků přesahujících ázerbájdžánský limit 50 bitevních vrtulníků překračujících 10 % limitu.[21]

V květnu 2019 Arménie demontovala a vyřadila z provozu 21 bojových obrněných vozidel v souladu s požadavky smlouvy.

## Navazující dohody

### Závěrečný akt vyjednávání o personální síle konvenčních ozbrojených sil v Evropě (CFE-1A)
Jednání CFE-1A začala krátce po podpisu původní smlouvy CFE v roce 1990. CFE-1A nebyla na rozdíl od původní smlouvy CFE právně závaznou smlouvou, ale politickým závazkem, který současně vstoupil v platnost se smlouvou CFE a sloužil jako navazující dohoda. Závazkem bylo, že všichni signatáři smlouvy CFE podniknou kroky ke zlepšení další důvěry a bezpečnosti v regionu ATTU. CFE-1A zavázala 30 členů smlouvy, aby stanovili limity počtu vojáků, a pokud to bude považováno za nutné, aby snížili stávající úrovně počtu vojáků v oblasti použití CFE, aby bylo dosaženo těchto limitů. Spojené státy byly v rámci tohoto závazku omezeny na ne více než 250 000 vojáků v oblasti použití. Dohoda CFE -1A jako další zdroj zajištění bezpečnosti vyžadovala, aby strany předem informovaly o jakémkoli zvýšení počtu sil. Dodržování dohody CFE-1A členem bylo hodnoceno při kontrolách na místě prováděných podle Smlouvy CFE.

### Dohoda o úpravách Smlouvy o konvenčních ozbrojených silách v Evropě (CFE-II)
Dohoda o úpravách Smlouvy o konvenčních ozbrojených silách v Evropě (známá také jako adaptovaná smlouva CFE) byla revizí původní smlouvy a byla podepsána během summitu v Istanbulu v listopadu 1999 a zohlednila odlišnou geopolitickou situaci po období studené války stanovením národních limitů na konvenční ozbrojené síly namísto blokových. Členové NATO však odmítli smlouvu ratifikovat, dokud bude Rusko odmítat úplné stažení svých jednotek z moldavské a gruzínské půdy. Ačkoliv Rusko částečně stáhlo vojáky a techniku z Gruzie a Moldavska, neučinilo tak úplně, jak požadovalo NATO. Spojení mezi ratifikací upravené smlouvy a úplným vystoupením bylo politickým rozhodnutím členů NATO na základě základních principů mezinárodního práva týkajícího se územní celistvosti suverénních států.

## Pozastavení a úplné odstoupení ze strany Ruska
Poté, co Rusko nebylo ochotno podpořit americké plány protiraketové obrany v Evropě, vyzval ruský prezident Vladimir Putin ve svém projevu 26. dubna 2007 k „moratoriu“ na smlouvu. Většinu svých bodů pro přepsání smlouvy pak vznesl během mimořádné konference států, které jsou stranami Smlouvy o konvenčních ozbrojených silách v Evropě, konané ve Vídni ve dnech 11.–15. června z iniciativy Ruska. Vzhledem k tomu, že jeho žádosti nebyly během této konference splněny, vydal Putin dne 14. července 2007 s účinností o 150 dní později dekret určený k pozastavení dodržování jeho smluvních závazků, v němž uvedl, že jde o výsledek „mimořádných okolností (...), které ovlivnit bezpečnost Ruské federace a vyžadovat okamžitá opatření,“ a informoval NATO a jeho členy. Pozastavení se vztahuje na původní smlouvu CFE i na navazující dohody.

### Motivy
Vysvětlující dokument ruské prezidentské administrativy zmínil několik důvodů pro původní pozastavení dodržování smlouvy v roce 2007.
1. Rusko za prvé považovalo spojení mezi upravenou ratifikací smlouvy a stažením vojsk z Gruzie a Moldavska za „nelegitimní“ a „vymyšlené“. Rusko rovněž považovalo otázku stažení vojsk za bilaterální problém Rusko-Gruzie a Rusko-Moldavsko, nikoli otázku NATO-Rusko.
2. Zadruhé, na tři pobaltské státy, které na rozdíl od zbytku NATO sousedí s Ruskem (kromě Polska a Norska), se původní smlouva CFE nevztahovala, protože byly v době podpisu smlouvy stále součástí Sovětského svazu.[23] Také pobaltské státy, stejně jako všechny členské státy NATO, neratifikovaly upravenou smlouvu CFE. Ruské přání po urychlené ratifikaci a přistoupení pobaltských států k ratifikované smlouvě v naději na omezení nouzového nasazení sil NATO v Pobaltí nebylo splněno.
3. Za třetí, Rusko zdůraznilo, že rozšíření NATO v letech 1999 a 2004 zvýšilo výzbroj aliance nad limity smlouvy.[23] V důsledku toho Rusko požadovalo „kompenzační snížení“ celkových numerických stropů NATO pro takovou výzbroj.
4. Začtvrté, Rusko zmínilo, že tehdy plánované umístění amerických vojenských jednotek v Rumunsku a Bulharsku „negativně ovlivňuje“ dodržování silových stropů smlouvy CFE těmito zeměmi.[23]
5. Za páté, dokument požadoval „odstranění“ bočních (tj. severokavkazských) stropů pro ruské síly „politickým rozhodnutím“ mezi NATO a Ruskem, údajně za účelem „kompenzace“ Ruska za rozšíření aliance.[23]
6. Za šesté, Rusko chtělo znovu vyjednat a „modernizovat“ smlouvu CFE z roku 1999, jakmile vstoupí v platnost.[23]

Rusko zastávalo stanovisko, že přistoupí k jednostrannému pozastavení platnosti smlouvy, pokud země NATO neuvedou aktualizovanou verzi v platnost do 1. července 2008 nebo alespoň dočasně nesplní její podmínky do doby, než dojde k opětovnému projednání smlouvy.
S největší pravděpodobností, ale neuvedené v ruském vysvětlujícím dokumentu, výše uvedené „mimořádné okolnosti“ odkazovaly na americké plány na komplex protiraketové obrany v Polsku s radarovou složkou v České republice. Dalším pravděpodobným důvodem je, že členové NATO odmítli ratifikovat Adaptovanou smlouvu CFE kvůli pokračující přítomnosti několika stovek ruských vojáků v Moldavsku – něco, co považovali za porušení závazků, které Rusko převzalo během summitu v Istanbulu v roce 1999. Mezi Adaptovanou smlouvou CFE a stažením Ruska z Gruzie a Moldavska však neexistovala žádná právní souvislost. Spojení mezi těmito dvěma bezpečnostními otázkami bylo rozhodnutím členských států NATO na protest proti druhé čečenské válce a bylo použito jako důvod k neratifikaci smlouvy. Rusko toto rozhodnutí nikdy nepřijalo – rozhodnutí bylo také učiněno šest měsíců po istanbulském summitu. Rusko také považovalo původní smlouvu CFE za zastaralou a strategicky vadnou, protože nebrala v úvahu rozpuštění Varšavské smlouvy nebo Sovětského svazu.
V Rusku dokonce Vladimir Ryžkov, opoziční vůdce a nezávislý poslanec Dumy, souhlasil s tím, že Rusko bylo nuceno reagovat. Spekuloval však také o tom, že Putinovo pozastavení dekretem bylo „především poselstvím pro volební rok zemi:“ „Váš vůdce se nepohne, bez ohledu na to, kdo se formálně stane příštím prezidentem.“

### Reakce
NATO okamžitě vyjádřilo politování nad rozhodnutím Ruska pozastavit smlouvu a označilo to za „krok špatným směrem“, ale doufalo, že zapojí Moskvu do toho, co bylo popisováno jako konstruktivní rozhovory o této otázce. Spojené státy spolu s evropskými státy jako Německo, Polsko a Rumunsko také vyjádřily své zklamání. Generální tajemník Organizace smlouvy o kolektivní bezpečnosti (CSTO) Nikolaj Bordjuža a bývalý sovětský prezident Michail Gorbačov vyjádřili podporu Putinovu dekretu. Dne 25. listopadu 2011 Spojené království přestalo sdílet vojenská data s Ruskem.
Ruské ministerstvo zahraničí také uvedlo, že důsledkem pozastavení by bylo zastavení inspekcí a ověřování jeho vojenských míst ze strany zemí NATO a že by nemělo povinnost omezovat počet svých konvenčních zbraní. V praxi Rusko takové ověřovací návštěvy zastavilo již v červnu 2007 poté, co mimořádná konference smlouvy CFE, která se konala ve Vídni, nevyslyšela ruské stížnosti. V důsledku toho byl vojenským delegacím z Bulharska a Maďarska odepřen vstup do ruských vojenských jednotek.
Jurij Zarakhovič v Time spekuloval, že výše zmíněnými „okamžitými opatřeními“ by bylo nahromadění jeho sil v oblastech sousedících s východními členy NATO, zejména s Polskem a pobaltskými státy. Time dále spekuloval v té době, že další opatření by mohla zahrnovat nahromadění vojáků podél jižních hranic na Kavkaze, nové tlaky na Ukrajinu, aby udržela ruskou černomořskou flotilu na Krymu po (tehdy plánovaném) termínu stažení v roce 2017, a odmítnutí opustit Moldavsko.
V březnu 2015 Ruská federace oznámila, že přijala rozhodnutí zcela ukončit svou účast na Smlouvě.